# Lastarriaea chilensis
Lastarriaea chilensis là một loài thực vật có hoa trong họ Rau răm. Loài này được J. Rémy mô tả khoa học đầu tiên năm 1851-52.